# 班加拉姆環礁

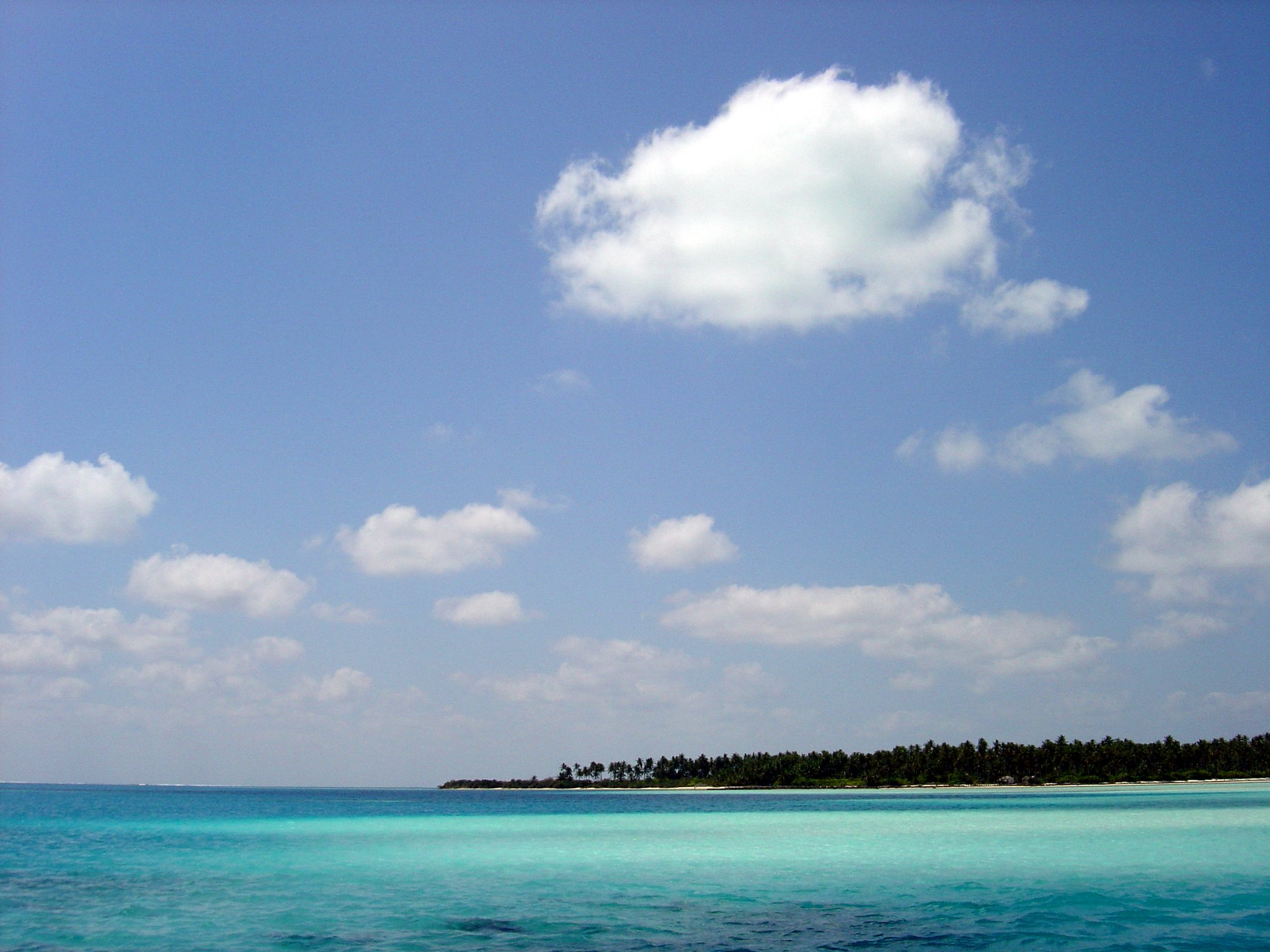
班加拉姆島一隅。

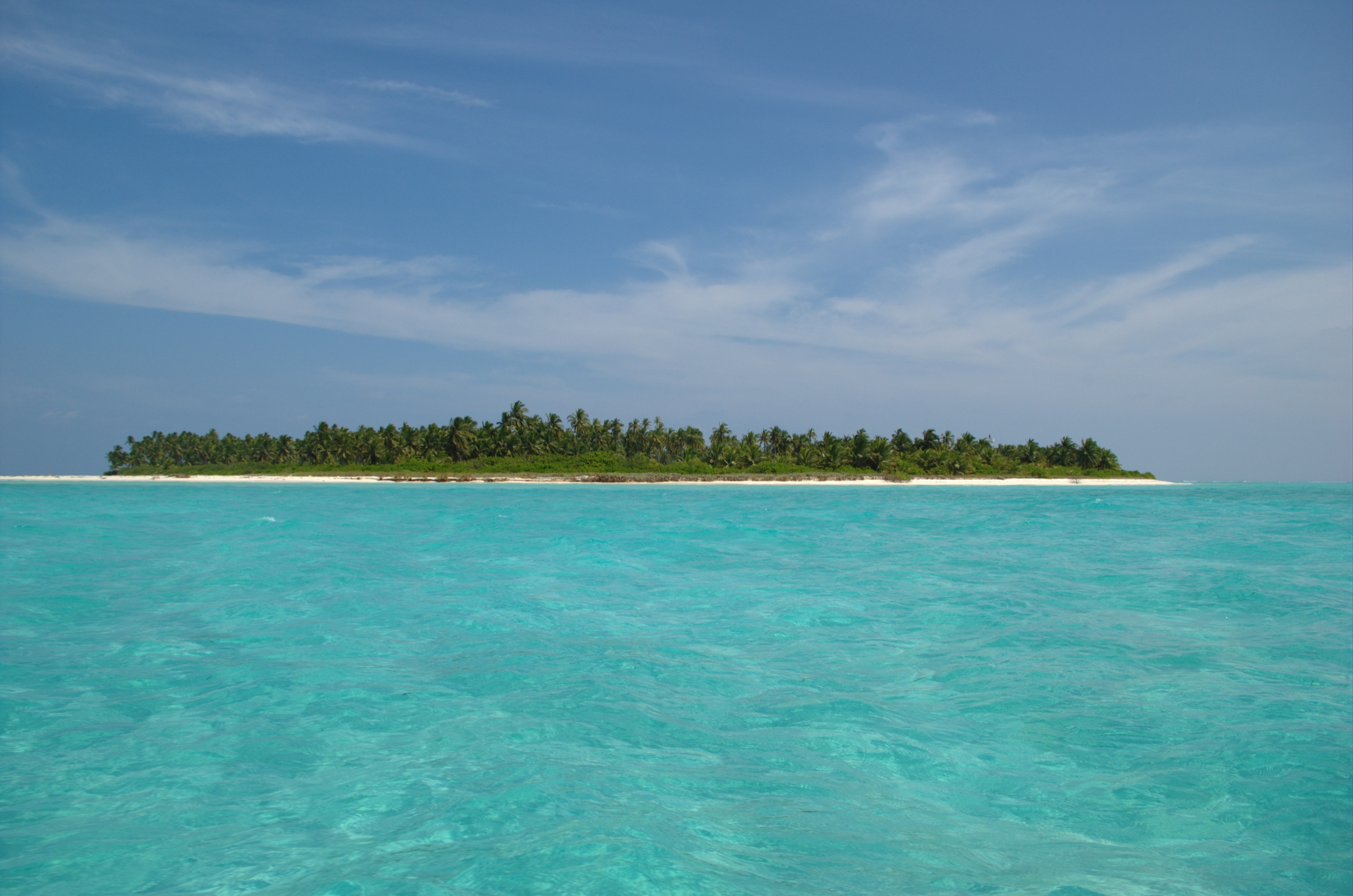
班加拉姆環礁中的荒島。

班加拉姆環礁是一個位於印度聯邦屬地拉克沙群島中的環礁。該環礁長8.1公里、寬4.2公里，距離印度本土城市柯枝約400公里。該環礁距離最近的拉克沙群島島嶼阿格蒂島約7公里。班加拉姆島是該環礁中的主要島嶼，島上並沒登記戶口的常駐居民，但島上有座渡假村，該渡假村雇員為61名。

## 島嶼
班加拉姆島為班加拉姆環礁中最大的島嶼，該島面積為2.3平方公里，島中央有座淡水池塘用於種植椰子與露兜樹屬植物。另一座大島為廷亞卡拉島，該島面積約略與班加拉姆島等同，其位於班加拉姆島東北方2.4公里處。此外，尚有三座小島：帕拉里一號、二好、三號島，其位於班加拉姆島東方。

## 旅遊
班加拉姆島於1974年開放觀光客旅遊，但行事商業航班是有困難度的，因此觀光客多搭機自柯枝至阿格蒂島之阿格蒂機場再搭船趨之至此。該島著名的觀光行程為多種探險活動，包括水肺潛水、浮潛、魚類觀賞、珊瑚礁觀賞。